# ASV Wrocław
ASV Wrocław – nieistniejący obecnie wrocławski klub pétanque. Był jednym z pierwszych klubów petanque w Polsce oraz współzałożycielem Polskiej Federacji Pétanque.
Przedstawiciele AVS Wrocław należeli do grona delegatów sześciu organizacji (klubów i stowarzyszeń), którzy 10 listopada 2002 opracowali statut organizacyjny i powołali Polską Federację Pétanque.
Klub zakończył działalność w roku 2004, a jego dotychczasowi członkowie zasilili szeregi powstałych w roku 2004 klubów petanki: OKS "Sokół" Wrocław i EKS "Kolektyw" Radwanice. 

## Sukcesy
- Pierwsze miejsce Pucharze Polski dubletów w roku 2003
- Piąte miejsce w lidze PFP w roku 2003
- Ósme miejsce w Pucharze Polski tripletów w roku 2003